# Ordine dell'Eroe nazionale (Giamaica)
L'Ordine dell'Eroe Nazionale è un ordine cavalleresco della Giamaica.

## Storia
L'Ordine è stato fondato nel 1968 ed è assegnato a cittadini giamaicani. Può essere assegnato ai dipendenti statali in occasione del pensionamento o conferito postumo. Gli insigniti sono onorati con una tomba o un monumento nel National Heroes Park, così come una targa o uno scudo inserita in qualche posto di rilievo nazionale, come l'Istituto della Giamaica

## Classi
L'Ordine dispone dell'unica classe di Eroe Nazionale della Giamaica.

## Insegne
- L'insegna è una stella a dodici punte bianca, con al centro un medaglione smaltato nero. Il medaglione presenta lo stemma giamaicano in oro ed è circondato dal motto dell'Ordine, HE BUILT A CITY WHICH HATH FOUNDATIONS.
- Il nastro è per un terzo nero, un terzo giallo e un terzo verde per il distintivo sul collo, mentre è giallo con al centro una striscia verde circondata da sottili strisce nere per il distintivo sul petto.